# Takashi Sorimachi
Takashi Sorimachi (反町隆史, Sorimachi Takashi) est un acteur et chanteur japonais, né le 19 décembre 1973 à Saitama. En 1998, il incarne Eikichi Onizuka dans la série télévisée inspirée du manga Great Teacher Onizuka.

## Biographie
Takashi Sorimachi débute dans les années 1980 comme danseur et musicien figurant pour différents boys bands. Il a ensuite été mannequin, notamment pour Benetton. 
En 1997, il obtient son premier rôle principal à la télévision dans Virgin Road. Tout en jouant dans la série Beach Boys en 1997, il commence une carrière musicale personnelle en interprétant la musique. 
Le succès est conforté avec Great Teacher Onizuka en 1998 : le dernier des douze épisodes est alors le programme télévisé le plus regardé de l'histoire du Japon[réf. nécessaire]. Takashi Sorimachi interprète par ailleurs Poison, la chanson du générique de GTO.
En 2017, il est à l'affiche du film Partners : The Movie IV.

### Vie privée
Après leur rencontre pendant le tournage de GTO, Sorimachi s'est marié avec l'actrice Nanako Matsushima, union dont sont nées deux filles (l'une en juin 2004 et l'autre en novembre 2007).

## Filmographie partielle
- 2005 : Les Hommes du Yamato (男達の大和, Otoko-tachi no Yamato?) de Jun'ya Satō
- 2007 : Gengis Khan à la conquête du monde (蒼き狼 地果て海尽きるまで, Aoki ōkami: Chi hate umi tsukiru made?) de Shin'ichirō Sawai : Gengis Khan
- 2010 : Zatōichi: The Last (座頭市 THE LAST?) de Junji Sakamoto